# Anita och Televinken
Anita och Televinken var ett svenskt barnprogram som startade i Sveriges Radio-TV 1964. Televinken var en marionett som sköttes av Ola Lundberg, som också gav dockan röst. Anita Lindman spelade tant Anita.
År 1969 inleddes ett samarbete med Barnens trafikklubb, och programmen sändes i Sveriges Radio. Temat var att lära barn hur man ska bete sig ute i trafiken. Sångtexterna var ofta skrivna av Gullan Bornemark, oftast till melodier som redan var välkända. 1974 gav NTF och Barnens Trafikklubb ut Anita & Televinkens trafikskiva.
Programmet visades också på Island 1977 inför omställningen till högertrafik.
Nedläggningen av de trafikrelaterade programmen har kritiserats för att återigen ha gjort människor mindre trafikmedvetna.

## Sånger
- Där är en bom (Text & musik: Gullan Bornemark)
- Gatan (Melodi: Björnen sover/Gubben Noach)
- Gåfyren (Text & musik: Gullan Bornemark)
- Hej, nu åker vi (Melodi: Räven raskar över isen)
- Hjälpa polisen (Melodi: Viljen I veta och viljen I förstå)
- Lekplatsen (Text & musik: Gullan Bornemark)
- På vägen (Melodi: Och flickan hon går i dansen)
- Reflexer (Melodi: Min hatt den har tre kanter)
- Röda gubben och gröna gubben (Melodi: Björnen sover/Gubben Noach)
- Se åt båda hållen (Melodi: Vänster, höger)
- Sommar, hej! (Text & musik: Gullan Bornemark)
- Strunta i att gå i vägen (Melodi: Räven raskar över isen)
- Trottoaren (Melodi: Björnen sover/Gubben Noach)
- Tänk vad han är snäll ändå (Melodi: Blinka lilla stjärna)
- Vinter, hej! (Text & musik: Gullan Bornemark)
- Våran mamma kör med oss (Melodi: Blinka lilla stjärna)[7]

## Televinken i Barnens Trafikklubb
Ett flertal 45 varvs EP-skivor gavs ut.

## Mottagande
Serien blev väl mottagen av publik och skaparna fick motta många beundrarbrev.